# Eric Cray
Eric Shauwn Brazas Cray (né le 6 novembre 1988 à Olongapo) est un athlète philippin, spécialiste du 400 m haies.

## Carrière
Né d'un père Américain et d'une mère Philippine, et élevé au Texas, il choisit en 2011 de représenter le pays maternel. L'IAAF l'y autorise en 2013.
Il remporte le meeting de Gainesville en 49 s 62 record personnel le 3 avril 2015. C'est un étudiant à l'université Bethune-Cookman.
Le 16 mai 2015, il porte son record à 49 s 12 lors d'un meeting à George Town. Il remporte deux médailles d'or, une sur 100 m en 10 s 25, record national, et une sur 400 m haies en 49 s 40, également record des Jeux, lors des Jeux d'Asie du Sud-Est de 2015 à Singapour.
En demi-finale des Championnats d'Asie en salle 2016, il court le 60 m en 6 s 57, en égalant son record national de 2015 et en établissant le record des championnats, et termine ensuite 3e de la finale. En juillet 2017, il remporte le titre du 400 m haies des Championnats d'Asie de Bhubaneswar en 49 s 57.
En août, il est disqualifié en séries du 400 m haies des Championnats du monde de Londres pour faux-départ.
Son père étant américain, il possède les deux nationalités mais concourt pour les Philippines.

## Palmarès
| Date | Compétition                  | Lieu         | Résultat | Épreuve     | Temps   |
| ---- | ---------------------------- | ------------ | -------- | ----------- | ------- |
| 2013 | Jeux d'Asie du Sud-Est       | Naypyidaw    | 1er      | 400 m haies | 51 s 29 |
| 2014 | Championnats d'Asie en salle | Hangzhou     | 5e       | 60 m        | 6 s 75  |
| 2014 | Jeux asiatiques              | Incheon      | 6e       | 400 m haies | 51 s 57 |
| 2015 | Jeux d'Asie du Sud-Est       | Singapour    | 1er      | 100 m       | 10 s 25 |
| 2015 | Jeux d'Asie du Sud-Est       | Singapour    | 1er      | 400 m haies | 49 s 40 |
| 2016 | Championnats d'Asie en salle | Doha         | 3e       | 60 m        | 6 s 70  |
| 2017 | Championnats d'Asie          | Bhubaneswar  | 1er      | 400 m haies | 49 s 57 |
| 2017 | Jeux d'Asie du Sud-Est       | Kuala Lumpur | 2e       | 100 m       | 10 s 43 |
| 2017 | Jeux d'Asie du Sud-Est       | Kuala Lumpur | 1er      | 400 m haies | 50 s 03 |
| 2017 | Jeux d'Asie du Sud-Est       | Kuala Lumpur | 3e       | 4 x 100 m   | 39 s 11 |
| 2017 | Jeux asiatiques en salle     | Achgabat     | 2e       | 60 m        | 6 s 63  |
| 2018 | Jeux asiatiques              | Jakarta      | 7e       | 400 m haies | 51 s 53 |
| 2019 | Championnats d'Asie          | Doha         | 6e       | 4 x 100 m   | 40 s 10 |

## Records
| Épreuve          | Performance | Lieu       | Date         |
| ---------------- | ----------- | ---------- | ------------ |
| 100 mètres       | 10 s 25     | Singapour  | 9 juin 2015  |
| 110 mètres haies | 14 s 17     | Pasig City | 31 mai 2013  |
| 400 mètres haies | 48 s 98     | Madrid     | 23 juin 2016 |